# Verónica Forqué

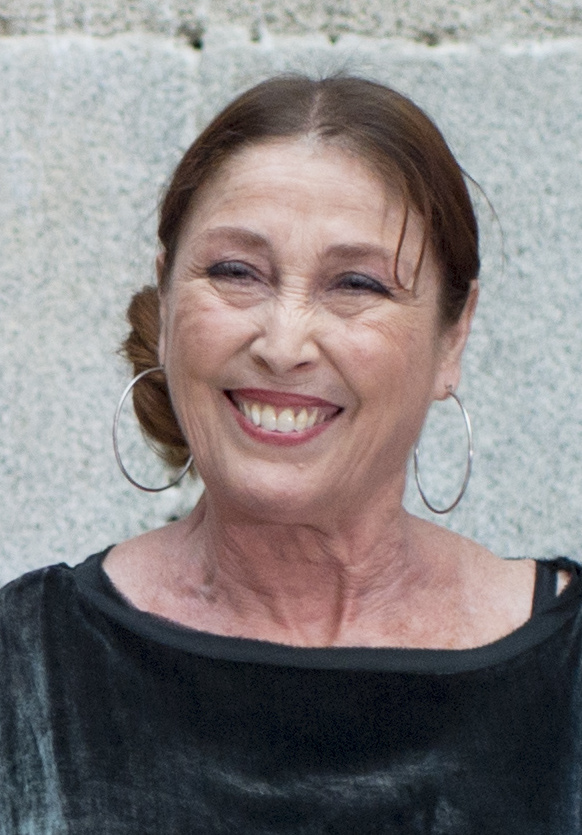
Verónica Forqué, 2019

Verónica Forqué Vázquez-Vigo (* 1. Dezember 1955 in Madrid; † 13. Dezember 2021 ebenda) war eine spanische Schauspielerin.

## Leben
Verónica Forqué wurde 1955 in Madrid als Tochter des Regisseurs José María Forqué und der Schauspielerin Carmen Vázquez Vigo geboren. Ihr Bruder ist der Regisseur Álvaro Forqué. Sie debütierte im Alter von 17 Jahren in Jaime de Armiñáns Mi querida señorita. Sie erhielt jeweils zweimal den Goya als beste Hauptdarstellerin für Kika (1994) und La Vida alegre (1988) sowie als beste Nebendarstellerin für El año de las luces (1987) und Moros y cristianos (1988).
2014 trennte sie sich von dem Regisseur Manuel Iborra, mit dem sie seit 1981 verheiratet war und aus deren Ehe eine gemeinsame Tochter stammt.
Am 13. Dezember 2021 wurde Verónica Forqué tot in ihrer Wohnung aufgefunden.

## Filmografie (Auswahl)
- 1977: Die Standarte

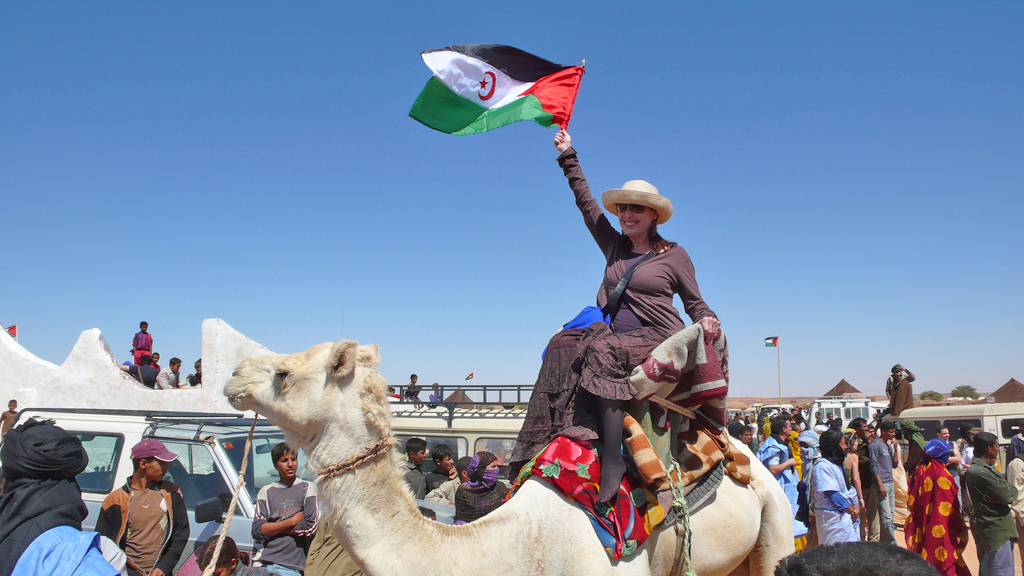
Verónica Forqué am Sahara Filmfestival, 2007

- 1984: Womit hab’ ich das verdient? (¿Qué he hecho yo para merecer esto?)
- 1985: Sé infiel no mires con quién[6]
- 1986: Matador
- 1986: Das Jahr der Aufklärung (El año de las luces)[7]
- 1987: Lady Check – Jetzt sind mal die Männer dran (La Vida alegre)
- 1988: Bajarse al moro[8]
- 1992: Salsa rosa[9]
- 1993: Kika
- 1997: El tiempo de la felicidad[10]
- 2005: Schwule Mütter ohne Nerven (Reinas)
- 2021: 1000 km weit weg von Weihnachten (Netflix)